# Holly (Michigan)
Holly è un comune degli Stati Uniti d'America, situato nello Stato del Michigan, nella Contea di Oakland. Si trova circa 80 km a nord-ovest di Detroit.